# Ernst Schemmel
Ernst Schemmel, född 11 september 1883 i Kirchhain, död 10 december 1942 i Dresden, var en tysk SS-Scharführer och Kriminalsekretär i Kripo. Under kommendanten Franz Stangls bortovaro i slutet av september och början av oktober 1942 var Schemmel ställföreträdande kommendant för förintelselägret Treblinka.
Innan Schemmel inom ramen för Operation Reinhard kommenderades till Treblinka, var han verksam inom Nazitysklands så kallade eutanasiprogram Aktion T4. Han var administrativ chef vid anstalterna i Sonnenstein och Hartheim.